# Vincent Sabardeil
Pas d'image ? Cliquez ici

a Compétitions nationales et continentales officielles uniquement.

Vincent Sabardeil, né le 13 juillet 1979 à Perpignan, est un joueur français de rugby à XV qui évolue au poste de centre.

## Biographie
Il a évolué au plus haut niveau français 3 ans à Perpignan puis 2 ans à Narbonne. À cette occasion, il a disputé 15 rencontres de Coupe d'Europe inscrivant 4 essais.

## Carrière

### En club
- Corneilla del Vercol
- Bages/Villeneuve
- USA Perpignan 1998-2001
- RC Narbonne 2001-2003
- Racing Métro 92 2003-2005 (Pro D2)
- ES catalane

### En équipe nationale
- Sélectionné en équipe de France scolaire[réf. nécessaire]
- Sélectionné en équipe de France universitaire[réf. nécessaire]
- Sélectionné en équipe de France des moins de 21 ans[réf. nécessaire]
- Sélectionné en équipe de France amateurs[réf. nécessaire]